# Mangart
Mangart är ett berg i Juliska alperna i nordvästra Slovenien. Med sina 2 769 meter är det ett av de högsta bergen i bergskedjan.
Mangarts berggrund är kalksten från Jura och Trias, varvad med kiselrika skiffrar. De senare skapar goda förutsättningar för en flora som uppskattar mer naturligt sura markförhållanden, typiska för Centralalperna . Därför är Mangart en sydlig utpost för centralalpin flora, t.ex. nejlikroten Geum reptans. Snölegevegetationen med, bl.a., olika arter dvärgviden är välutvecklad. Likväl är Mangart en sydlig utpost för flera arktiska växter och insekter, vilka blivit kvar här sedan istiden.
Snöripa, alpjärnsparv, snöfink, vattenpiplärka, alpkaja och alpseglare är här typiska häckfåglar ovan trädgränsen. På de sydvända sluttningarna är kolonier av alpmurmeldjur vanliga.
Av intresse för paleontologer är den fossilrika berggrunden och det hittas även bärnsten från Trias (därmed några av världens äldsta bärnstenstyper).
Sätern Mangartska Planina är fortfarande aktiv och där tillverkas fårost. Får av den gamla lantrasen Bovec-får betar sommartid på delar av berget.
Det går en panoramisk högfjällsväg upp till Mangartsko Sedlo (”Mangart-sadeln”) (2055 m ö.h.), mycket populär för cyklister.

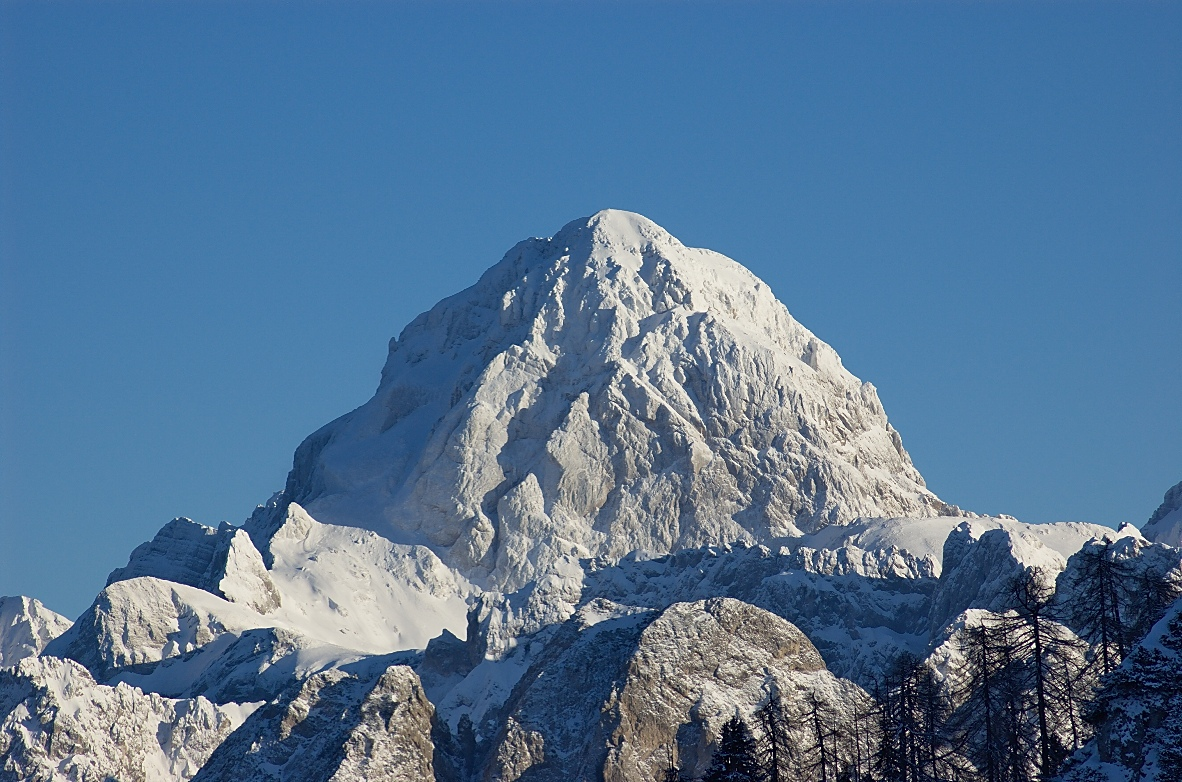
Mangart från sydsidan.
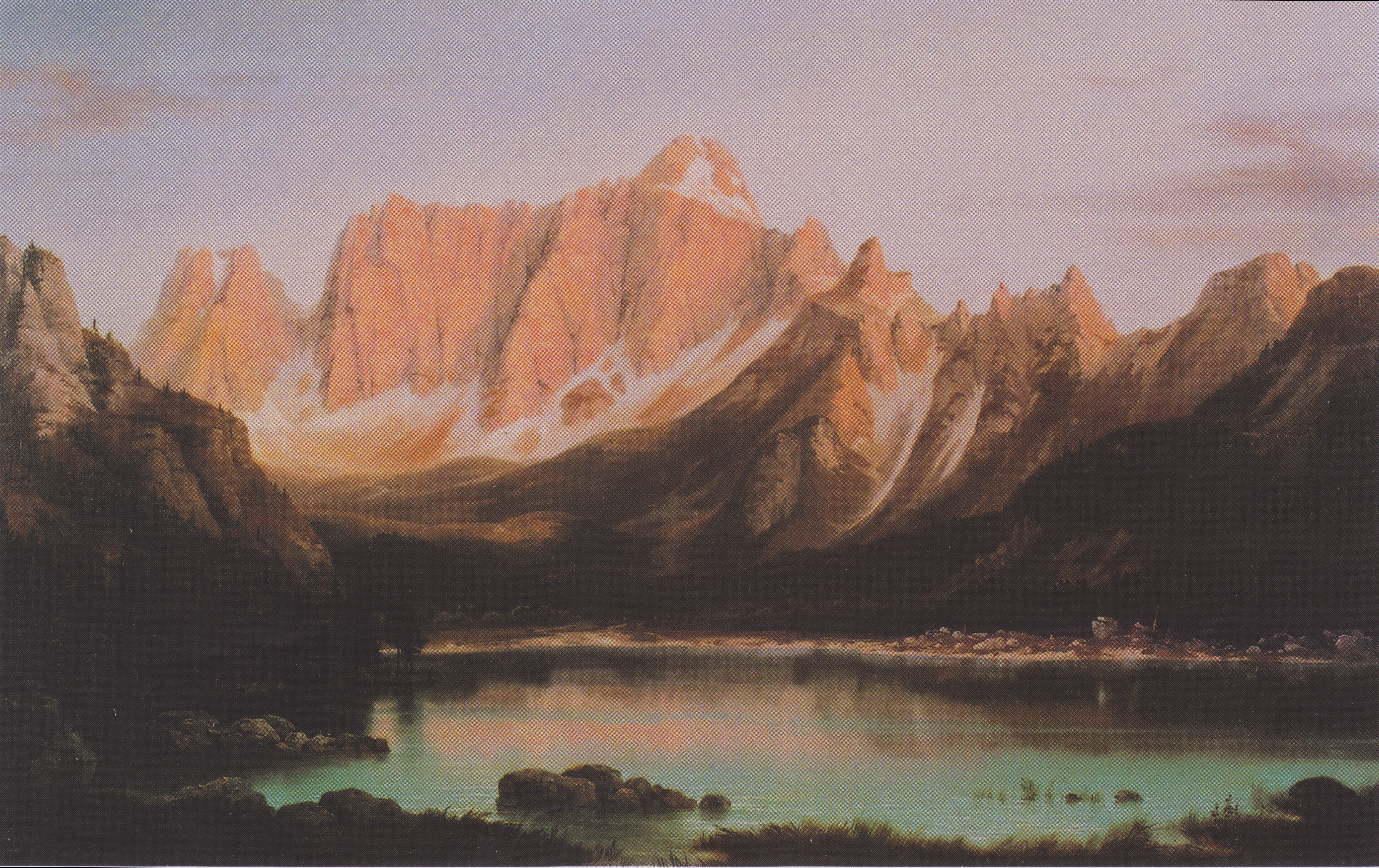
En av sjöarna under Mangarts nordvägg. Oljemålning av Markus Pernhart.
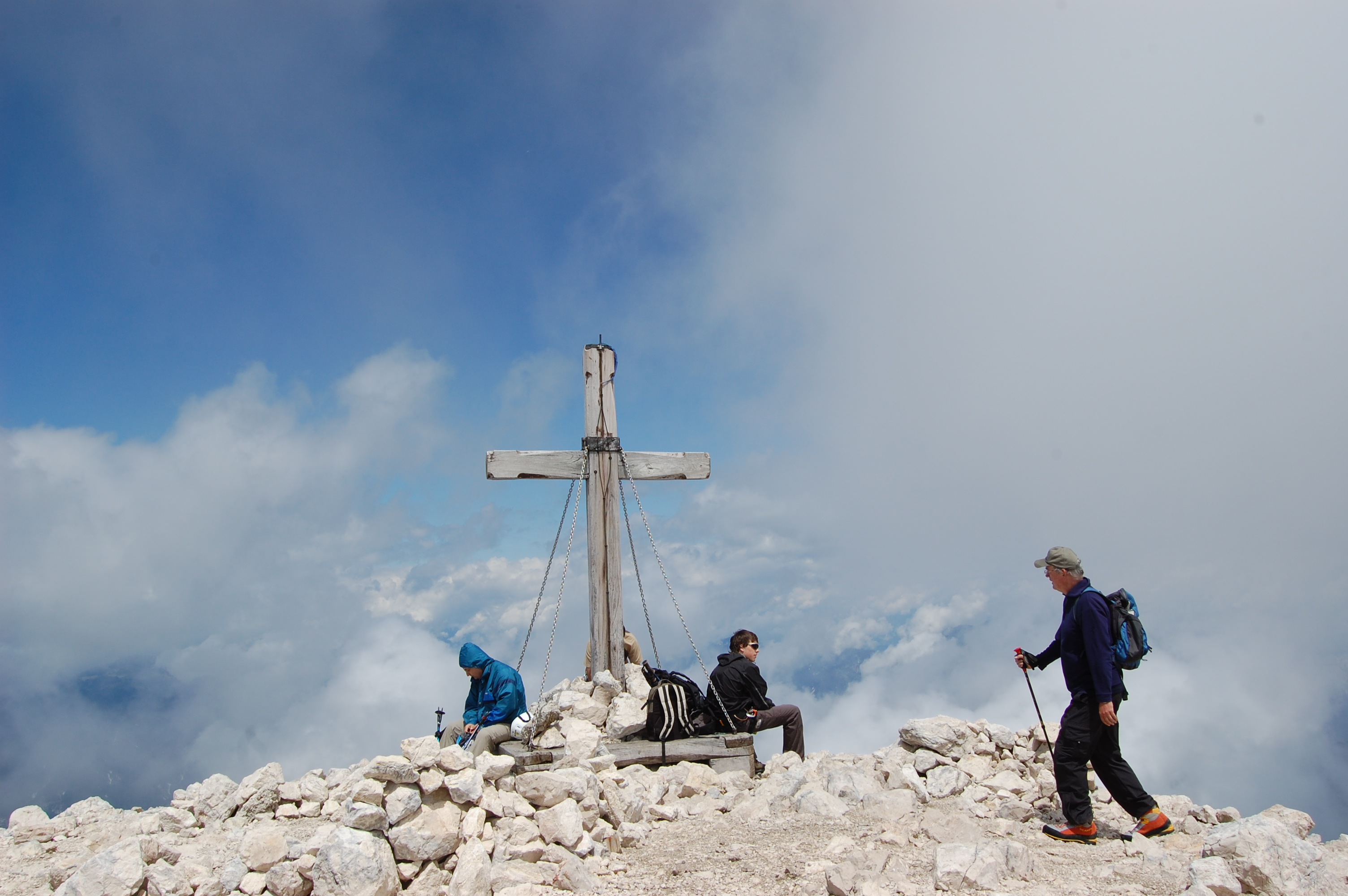
På toppen av Mangart.
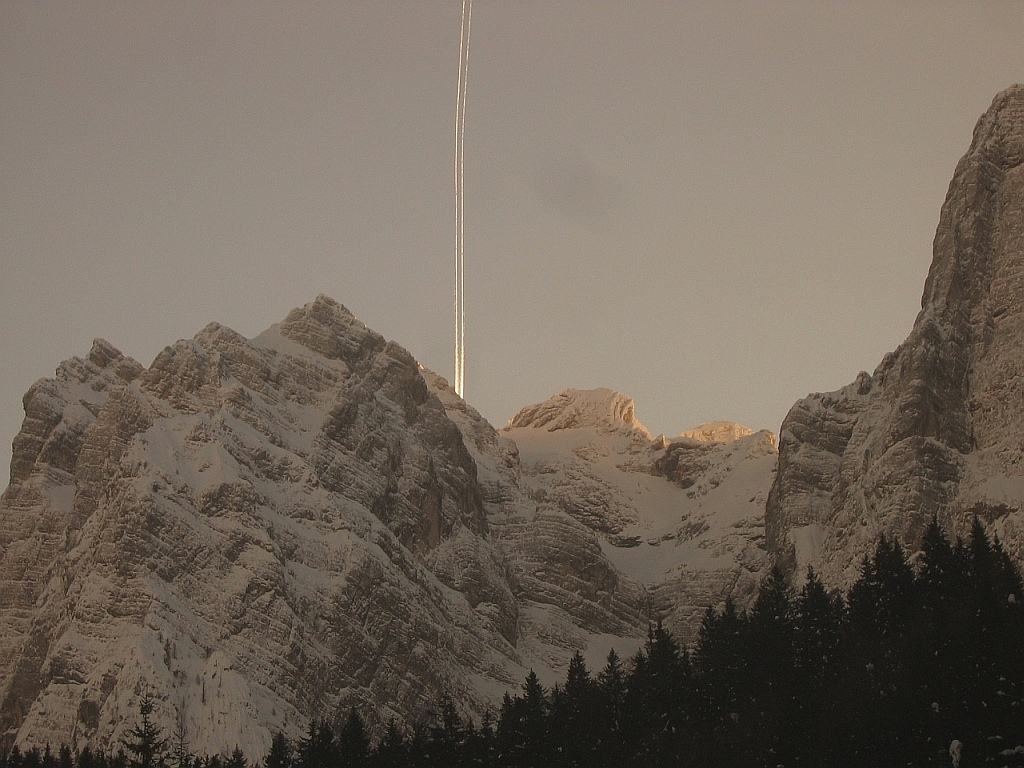
Del av Mangarts nordvägg – en utmaning för klättrare. Här finns en Via ferrata.
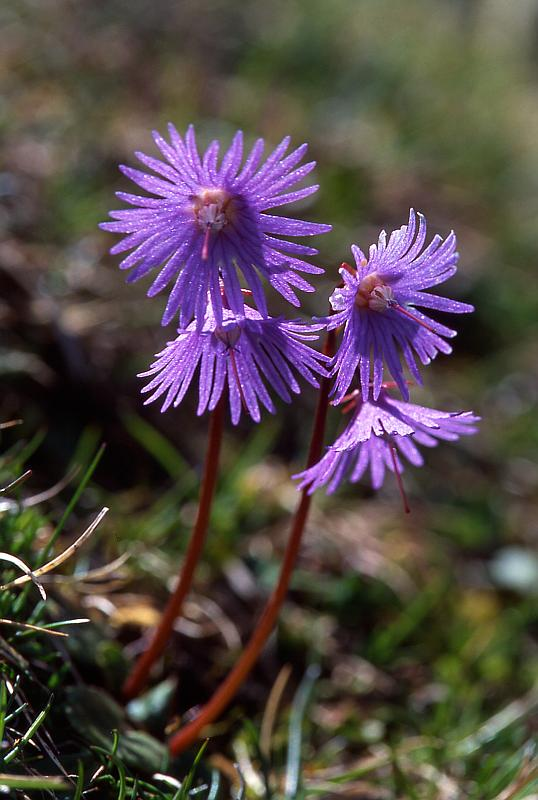
Olika arter av alpklockor (släktet Soldanella) är vanliga i snölegevegetationen på Mangart.